# USS Stewart (DE-238)
USS Stewart (DE–238) – niszczyciel eskortowy typu Edsall, trzeci okręt US Navy noszący tę nazwę. Został tak nazwany na cześć kontradmirała Charlesa Stewarta (28 lipca 1778-6 listopada 1869), który dowodził USS „Constitution” podczas wojny w 1812 roku. USS „Stewart” jest jednym z dwóch zachowanych niszczycieli eskortowych US Navy i jedynym z przedstawicieli swojego typu. Obecnie okręt-muzeum w Galveston w stanie Teksas.